# Puccinia potosina
Puccinia potosina ist eine Ständerpilzart aus der Ordnung der Rostpilze (Pucciniales). Der Pilz ist ein Endoparasit des Korbblütlers Eupatorium longifolium. Symptome des Befalls durch die Art sind Rostflecken und Pusteln auf den Blattoberflächen der Wirtspflanzen. Sie ist ein Endemit Mexikos.

## Merkmale

### Makroskopische Merkmale
Puccinia potosina ist mit bloßem Auge nur anhand der auf der Oberfläche des Wirtes hervortretenden Sporenlager zu erkennen. Sie wachsen in Nestern, die als gelbliche bis braune Flecken und Pusteln auf den Blattoberflächen erscheinen.

### Mikroskopische Merkmale
Das Myzel von Puccinia potosina wächst wie bei allen Puccinia-Arten interzellulär und bildet Saugfäden, die in das Speichergewebe des Wirtes wachsen. Ihre Spermogonien wachsen oberseitig auf den Wirtsblättern. Die kreisförmig um die Spermogonien wachsenden, kurzzylindrischen Aecien der Art sind zimtbraun. Sie besitzen 24–27 × 19–22 µm große, meist eiförmige bis breitellipsoide, goldene bis hell zimtbraune Aeciosporen mit warziger Oberfläche. Die blattoberseitig wachsenden Uredien des Pilzes sind zimtbraun und versprengt. Ihre Uredosporen ähneln in Größe und Gestalt den Aeciosporen. Die blattunterseitig wachsenden Telien der Art sind dunkelbraun und unbedeckt. Die hell kastanienbraunen Teliosporen sind zweizellig, in der Regel leicht eiförmig bis ellipsoid und 33–40 × 21–25 µm groß. Ihre Stiele sind farblos und bis zu 60 µm lang.

## Verbreitung
Das bekannte Verbreitungsgebiet von Puccinia potosina umfasst lediglich das nordwestliche Mexiko.

## Ökologie
Die Wirtspflanze von Puccinia potosina ist Eupatorium longifolium. Der Pilz ernährt sich von den im Speichergewebe der Pflanzen vorhandenen Nährstoffen, seine Sporenlager brechen später durch die Blattoberfläche und setzen Sporen frei. Die Art durchläuft einen Entwicklungszyklus mit Spermogonien, Aecien, Telien und Uredien und vollzieht keinen Wirtswechsel (autözisch).